# Подгаец, Михаил Яковлевич
Михаи́л Я́ковлевич Подга́ец (23 июля 1947, Одесса — 14 мая 2009, Одесса) — украинский шахматист; международный мастер (1972), заслуженный тренер СССР и России, заслуженный тренер ФИДЕ (2005). Военнослужащий.

## Биография
Чемпион Украинской ССР 1976 года. Дважды участвовал в финалах чемпионатов СССР (1968 и 1970).
В составе сборной Украинской ССР трижды занимал призовые места командных чемпионатов СССР: в 1969 и 1972 становился бронзовым призёром, в 1975 — серебряным. В чемпионате 1969 года также показал лучший результат на 4-й доске.
В составе сборной СССР 5 раз становился победителем командного чемпионата мира среди студентов (1967—1969, 1971—1972).
Лучшие результаты в международных турнирах: Сомбор (1970) — 7-е; Варна (1972) — 2—4-е; Ленинград (1974) — 4—5-е.
С середины 1980-х был одним из тренеров двенадцатого чемпиона мира Анатолия Карпова.
Теоретик. Один из наиболее авторитетных специалистов защиты Каро — Канн.

## Изменения рейтинга
| Графики недоступны из-за технических проблем. См. информацию на Фабрикаторе и на mediawiki.org. |

## Книги
- Карпов А. Е., Подгаец М. Я. Защита Каро — Канн: Атака Панова. Москва : Russian Chess House, 2006. 318 с. (Шахматный университет; 13). ISBN 5-94693-038-9.
- Карпов А. Е., Подгаец М. Я. Защита Каро — Канн: Закрытая и гамбитная системы. Москва : Russian Chess House, 2006. 331 с. (Шахматный университет; 14). ISBN 5-94693-037-0.